# لاسزلو ناجي
لاسزلو ناجي (بالمجرية: Nagy László)‏ (مواليد 21 أكتوبر 1949) هو لاعب كرة قدم. يلعب مع منتخب المجر لكرة القدم. سبق له أن لعب في كأس العالم لكرة القدم مع منتخب بلاده.

## مسيرته الكروية
لعب لاسزلو ناجي خلال مسيرته الاحترافية مع نادِ واحدٍ في 16 موسمًا وسجل خلالها 98 هدفًا ضمن 354 مباراة. حيث فاز في 5 مواسم بالكأس و9 مواسم بالدوري.
خاض لاسزلو ناجي مسيرته مع نادي أويبست في موسم 1968 ليلعب معه ستة عشر موسمًا، مشاركًا في 354 مباراة سجل خلالها 98 هدفًا.

## روابط خارجية
- لاسزلو ناجي على موقع الاتحاد الدولي (مؤرشف)  (الإنجليزية)
- لاسزلو ناجي على موقع الاتحاد الأوربي (الإنجليزية)
- لاسزلو ناجي على موقع قاعدة بيانات كرة القدم.إي يو (الإنجليزية)
- لاسزلو ناجي على موقع ناشيونال فوتبول تيمز (الإنجليزية)
- لاسزلو ناجي على موقع عالم كرة القدم.نت (الإنجليزية)
- لاسزلو ناجي على موقع أوليمبيديا (الإنجليزية)